# زابوط (تشيلو)
زابوط (بالفارسية: زابوت) هي منطقة سكنية تقع في إيران في قسم تشيلو الريفي. يقدر عدد سكانها بـ 1031 نسمة بحسب إحصاء 2016.